# Kápolna
Kápolna là một thị trấn thuộc hạt Heves, Hungary. Thị trấn này có diện tích 21,51 km², dân số năm 2010 là 1598 người, mật độ 74 người/km².